# Clan Amabé

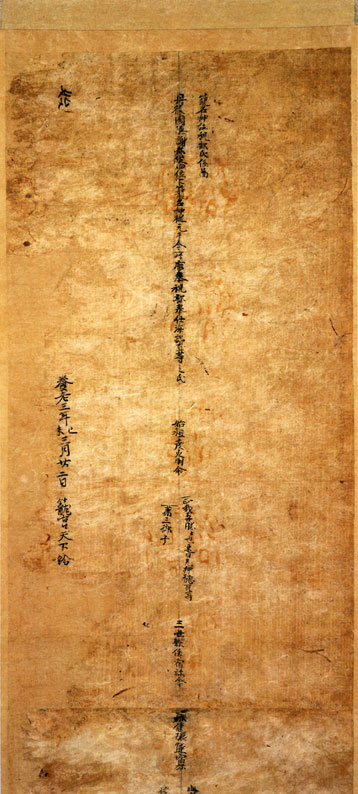
' un trésor national

Clan Amabe Est un clan japonais associé au sanctuaire Kono, qu'ils dirigent depuis la période Kofun.
Le clan était à l'origine les kuni no miyatsuko ou gouverneurs provinciaux de la province de Tanba, mais après l'abolition de leur rôle, ils ont assumé un rôle sacerdotal au sanctuaire de Kono. Ils partagent cette histoire avec le clan Izumo d'Izumo-taisha, le clan Aso du sanctuaire Aso, le clan Owari du sanctuaire Atsuta, le Clan Munakata de Munakata Taisha, et du clan Yamato du sanctuaire Ōyamato.

## Généalogie
Le projet généalogie du clan Amabe (海部氏系図, Amabe-shi Keizu) est un document célèbre conservé au sanctuaire de Kono. Il date du début de la période Heian et est considéré comme le plus ancien arbre généalogique du Japon. Le clan revendique une descendance d'Ame-no-hoakari, et a servi comme au kuni no miyatsuko de la Province de Tanba avant d'être divisé en Tamba et Tango. Le document enregistre 82 générations de descendance d'Ame-no-hoakari. Il a été désigné trésor national en 1972.
Dans Shinsen Shōjiroku, les descendants d'Amatsuhikone, Ame-no-Hohi, et Amanomichine, avec les descendants d'Ame-no-hoakari sont appelés Tenson-zoku (天孫族). Le Tenson-zoku descend de Takama-ga-hara (Plaine du Haut Ciel) vers Owari et Tanba, et sont considérés comme les ancêtres de Clan Owari, Clan Tsumori, Clan Amabe, et Clan Tanba clans. Beaucoup de ces clans sont devenus des kuni no miyatsuko ou gouverneurs régionaux,.
La généalogie du clan Amabe (海部氏系図, Amabe-shi Keizu) qui enregistre ces quatre clans comme descendants d'Amenohoakari, est un document falsifié, et que ces clans descendent en réalité de la divinité marine Watatsumi. De plus, la généalogie du clan Owari inclut l'arrière-arrière-petit-fils de Watatsumi, Takakuraji, comme leur ancêtre, et ceci est considéré comme la généalogie originale. Takakuraji descend de Watatsumi à travers Furutama.

## Voir également
- Clan Yamato
- Clan Izumo
- Clan Aso
- Clan Owari
- Clan Tsumori
- Clan Tanba
- Clan Urabe
- Clan Sarume
- Kii no kuni no miyatsuko
- Clan Yagi